# Церква єзуїтів (Відень)
Церква єзуїтів (нім. Jesuitenkirche) або Університетська церква (нім. Universitätskirche) — католицький церква в районі Іннере-штадт, Відень, Австрія. Відноситься до архієпархії Відня. Пам'ятка архітектури бароко, побудована в 1623—1627 роках, перебудована в 1703—1705 роках Андреа Поццо.

## Історія
Церква єзуїтів або Університетська церква була побудована в 1623—1627 роках на місці старішої капели після злиття Віденського єзуїтського коледжу з факультетом філософії і теології Віденського університету. Після закінчення будівництва вона була освячена на честь двох найвідоміших святих Товариства Ісуса — Ігнатія Лойоли і Франциска Ксаверія.
1703 року імператор Леопольд I запросив відомого архітектора Андреа Поццо, який також належав до Товариства Ісуса, для перебудови університетської церкви. Він прилаштував до церкви дві вежі і переробив головний фасад, створивши на ньому ряд вузьких горизонтальних і вертикальних секцій. Після перебудови церква була переосвячена в ім'я Успіння Діви Марії.

## Інтер'єр

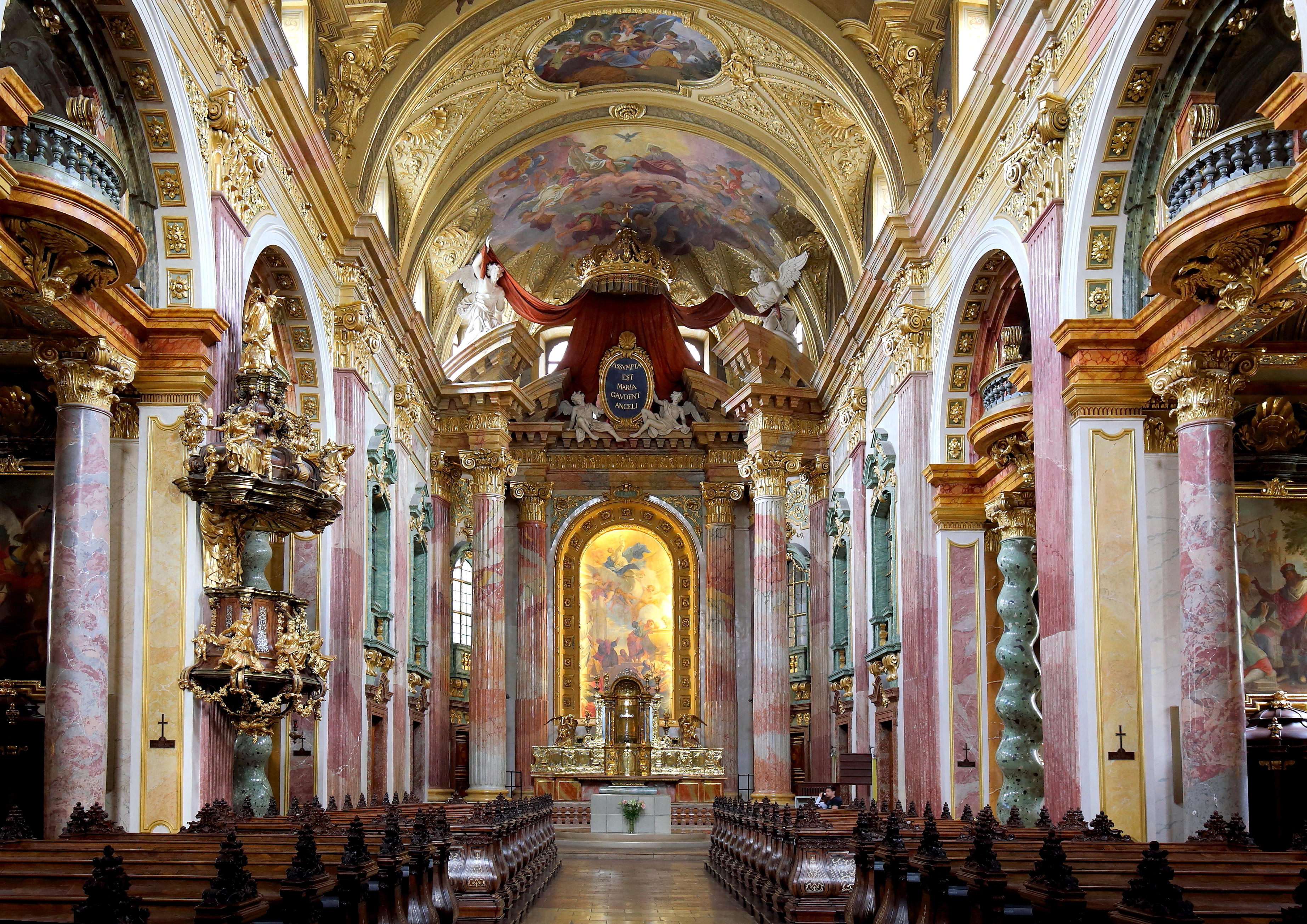
Інтер'єр

Попри досить строге зовнішнє оздоблення інтер'єр церкви відрізняється багатим декором. Для прикрас широко використовується мармур, позолота, фресковий живопис. Справжнім шедевром образотворчого мистецтва є мальовничий плафон Поццо, в якому використано прийом обману зору для створення ілюзії об'ємного простору на площині (див. тромплей).